# 백석읍
백석읍(白石邑)은 경기도 양주시의 읍이다. 양주소방서가 위치하고 있다.

## 역사
- 대동여지도(1757년)에서 백석이라는 지명이 최초로 등장
- 대한제국 23개리로 구성방축, 산성, 대오산, 상가업, 내동난곡, 내고령, 마장, 고릉, 홍복, 소오산, 기곡, 홍동, 연평, 중산, 대고령, 능내, 신지, 하가업, 단촌, 천죽, 해유, 옹장리 등 23개리로 구성
- 1914년 4월 1일 23개 리를 8개 법정리로 통합 및 재구성[1]

8리 - 방성리, 오산리, 홍죽리, 연곡리, 영장리, 기산리, 가업리, 복지리
- 1980년 1월 4일 8개 법정리를 20개 행정리로 분할
- 1983년 2월 15일 영장리, 기산리를 파주군 광탄면에 편입하였다.[2] (6법정리)
- 1987년 1월 1일 파주군으로부터 기산1리를 양주군에 환원 (7법정리)
- 1990년 1월 1일 방성2리 신설
- 1993년 6월 1일 오산4리 신설
- 2000년 1월 1일 복지3리 신설
- 2001년 8월 1일 6개의 행정리 신설
- 2001년 10월 1일 백석면을 백석읍으로 승격하였다.[3]
- 2003년 1월 13일 복지6·7리 신설
- 2003년 7월 7일 복지8리 신설
- 2003년 10월 19일 양주군 일원을 관할로 도농복합형태의 양주시가 설치되었다.[4]
- 2005년 1월 1일 방성7리, 복지9·10리 신설
- 2005년 7월 4일 가업4리 신설
- 2006년 5월 22일 가업5리 신설[5]

## 행정 구역
- 7법정리·34행정리
  - 방성리(防城里) 1~7리
  - 오산리(梧山里) 1~6리
  - 복지리(福池里) 1~10리
  - 가업리(加業里) 1~5리
  - 홍죽리(弘竹里) 1~3리
  - 연곡리(蓮谷里) 1~2리
  - 기산리(基山里)

## 주요 기관
- 양주소방서
- 양주경찰서 백석파출소

## 아파트 화재 사건
2006년 10월 28일 새벽 4시 23분경 양주시 백석읍 복지리 가야5차 써니빌 아파트에서 화재가 발생, 일가족 3명이 사망하였다.
사고의 원인은 가스폭발로 추정되는 화재였으며 당시 소방차 출동에는 큰 지장을 주었지만, 에어매트와 고가 사다리차가 없는 애로사항이 있었다.